# Ibrahim Abdel Rahman
Ibrahim Abdel Rahman (in arabo ابراهيم عبد الرحمن‎?; Il Cairo, 1940) è un ex pallanuotista egiziano.

## Biografia
Ha rappresentato la Rep. Araba Unita ai Giochi olimpici estivi di Roma 1960.